# Penalty (marca)
Penalty es una marca de artículos deportivos brasileña fundada en 1970 en la ciudad de São Paulo, y que pertenece a la empresa Cambuci.
Actuando en diversas modalidades deportivas, Penalty fabrica calzados, indumentaria, pelotas y accesorios deportivos para deportes colectivos como el fútbol, Voleibol, Baloncesto, Balonmano y Fútbol sala, pero su foco de actuación es en FOOTSPORTS.
Desde su origen en el barrio de Cambuci, en la ciudad de São Paulo, la marca ha patrocinado muchos equipos brasileños e internacionales, destacando las selecciones brasileñas de Fútbol sala (con sus cinco campeonatos mundiales), baloncesto, Balonmano, así como también equipos de fútbol como los brasileños São Paulo, Vasco da Gama, Bahia, Fluminense, Grêmio y Vitória, y los argentinos Banfield, Gimnasia y Esgrima La Plata, Talleres de Córdoba y Sarmiento de Junín, entre otros.
En 2011, Penalty presentó su reposicionamiento de marca, con un enfoque en el fortalecimiento de su relación con el fútbol y con Brasil. "El de Penalty está amparado en la legitimidad de sernos la única marca genuinamente brasileña de fútbol. 
Hablar de Brasil y de fútbol es hablar de nuestra raíz, de nuestro origen.", explica Roberto Estefano, presidente de Cambuci, dueña de la marca Penalty.

## Historia
La trayectoria de Cambuci S/A (hoy una de las más importantes fábricas de productos deportivos de la industria brasileña y argentina, dueña de las marcas Penalty y Stadium, unidades de fabricación y sedes comerciales/administrativas distribuidas por Brasil, en: São Paulo, Paraíba, Bahia, además de sedes en Buenos Aires, en Argentina, Chile, Paraguay, China y España) tiene comienzo en un pequeño taller de corte y costura instalada en el garaje de la residencia del comerciante Sarhan Tuma Estefano y su familia.
En el momento en que las ventas empezaban a crecer, Sarhan murió. 
La viuda, con seis hijos que educar, se unió a sus hermanos, Ibrahin y Sarhan Curi, para seguir con la iniciativa. 
La unión se consolidó a partir de la década de 40, con el desarrollo de la industria textil en Brasil.
En 1945, los hijos de Assibe: Eduardo e Victorio Estefano, aún jóvenes, compraron la parte de sus tíos y fundaron, oficialmente, la «Malharia Cambuci S/A», una confección de artículos de vestuario masculinos e femeninos localizado en el barrio de Cambuci, en São Paulo.
Poco menos de 25 años después, en 1968, los hermanos Eduardo, Ricardo, e Roberto Estefano, hijos de Eduardo e nietos de Assibe, asumieran la empresa, después de su tío Victorio retirarse. En 1970, Cambuci creó la marca «Penalty» y lanzó productos para práctica del fútbol. 
Con el éxito, algunos años más tarde, Cambuci transfirió su producción para São Roque, ciudad de São Paulo, en un complejo de fábricas criado para atender a todo el mercado brasileño. Pronto, hizo su primero gran contrato con el São Paulo Futebol Clube. La década del '70 fue un periodo de gran crecimiento para la empresa.
En los 80, Cambuci se tornó el más grande fabricante brasileño de pelotas. 
En este período, adquirió los derechos de fabricación de calzados de la marca ASICS e raquetas y pelotas de tenis Wilson y Doney. Absorbiendo, a partir de ahí, experiencia y tecnología que le permitieran avanzar en el cualidad internacional de sus productos. 
Fue en esa época que empezó sus exportaciones hacia Paraguay.
En los años 90, Penalty consolida su presencia en América del Sur, cambiándose en la marca oficial de las principales federaciones y confederaciones en las diversas modalidades deportivas que actúa hasta hoy. 
A finales de esta década abre su filial en Argentina.
Desde 2009, es la pelota oficial de la Liga Nacional de Fútbol Sala.
En 2010 fue la vencedora del mayor premio internacional de diseño, el «iF Design», con la Bola 8, la primera pelota hecha con tan solo 8 gomos del mundo.
Hoy, Penalty es una empresa multinacional 100% brasileña, que todavía cree en el deporte como instrumento de transformación de las personas y la sociedad.
Actualmente sus productos están presentes en los 5 continentes, en los países Brasil; Uruguay; Argentina; Chile; Paraguay; Bolivia; Canadá; Portugal; España; Francia; Finlandia; Mozambique; Japón; Nueva Zelandia. Hay planes de crecer esa presencia en todo el mundo.